# Amina Mahamat
Amina Mahamat (ur. 17 października 1986) – czadyjska lekkoatletka, młociarka, tyczkarka i trójskoczkini.

## Rekordy życiowe
- skok o tyczce – 1,80 (2003) rekord Czadu[1]
- skok o tyczce (hala) – 1,60 (2001) rekord Czadu[2]
- trójskok (hala) – 7,96 (2001) rekord Czadu[3]
- rzut młotem – 23,22 (2004) rekord Czadu[4]